# Остров Рено
«Остров Рено» — романтическая новелла русского писателя Александра Грина, написанная и впервые опубликованная в 1909 году. Была включена в авторский сборник «Штурман „Четырёх ветров“» 1910 года. «Остров Рено» стал первым из произведений Грина, действие которых происходит в вымышленной стране, получившей позже условное название «Гринландия».

## Сюжет и судьба текста
Действие рассказа происходит на вымышленном острове Рено в южных морях. Матрос Тарт с причалившего к острову корабля, очарованный тропической природой, решает начать свободную жизнь и отказывается возвращаться на службу. Он убивает своего товарища Блемера, но другие члены экипажа начинают охоту на него как на дезертира. В финале рассказа Тарт погибает в ожесточённой схватке.
«Остров Рено» был написан в 1909 году и увидел свет в том же году в «Новом журнале для всех» (№ 6, апрель). В 1910 году он был включён в авторский сборник «Штурман „Четырёх ветров“». Литературовед Аркадий Горнфельд в своей рецензии для журнала «Русское богатство» отметил, что внешняя экзотичность сюжета здесь, как и в рассказе «Колония Ланфиер», — не главное. «У Грина это не подделка и не внешняя стилизация: это своё, — написал Горнфельд. — Своё, потому что эти рассказы из жизни странных людей в далеких странах нужны самому автору; в них чувствуется какая-то органическая необходимость — и они тесно связаны с рассказами того же Грина из русской современности: и здесь он — тот же. Чужие люди ему свои, далекие страны ему близки». Рецензент из «Киевской мысли» Лев Войтоловский написал в своём отзыве о «лице неподдельного таланта» и о «новом, особом воздухе», которым дышат герои рассказа.
Сам Грин считал «Остров Рено» тем произведением, с которого началось его настоящее литературное творчество. Это первый рассказ писателя, в котором действие происходит не в России, а в южных странах, без чёткой локализации; таким образом, с «Острова Рено» начинается формирование сюжетов о вымышленной стране, получившей позже условное название Гринландия.
Рассказ Грина «Жизнь Гнора», тоже опубликованный в 1912 году, биограф писателя Алексей Варламов охарактеризовал как «„Остров Рено“ наоборот»: его герой оказывается на необитаемом острове против своей воли и стреляет в людей, потому что принимает их за призраков.